# Urena
Urena (Urena) je rod rostlin z čeledi slézovité. Zahrnuje asi 10 druhů bylin a keřů s růžovými nebo fialovými květy, rozšířených v současnosti v tropech a subtropech po celém světě. Urena laločnatá je v tropech pěstována pro kvalitní vlákno podobné jutě, má význam v místní medicíně a slouží i jako potravina.

## Popis
Ureny jsou vytrvalé byliny nebo keře dorůstající výšky až 2 metry. Rostliny jsou hvězdovitě chlupaté. Listy jsou střídavé, řapíkaté, čepel je okrouhlá, vejčitá nebo řidčeji kopinatá, hranatá až dlanitě laločnatá, na okraji zubatá nebo vroubkovaná. Na spodní straně listů je jedno nebo několik nektárií. Květy jsou jednotlivé nebo po několika v klubíčkách v úžlabí listů, řidčeji jsou uspořádané ve vrcholovém hroznovitém květenství nebo nahloučené na koncích větví. Kalich i kalíšek jsou složeny z 5 laloků. Koruna je růžová nebo fialová. Tyčinky jsou srostlé v trubičku na jejímž vrcholu jsou téměř přisedlé prašníky. Semeník obsahuje 5 komůrek, v každé komůrce je jediné vajíčko. Čnělka je rozdělena do 10 ramen zakončených hlavatými bliznami. Plody jsou poltivé, téměř kulovité, rozpadající se na 5 jednosemenných, nepukavých a většinou ostnitých plůdků. Semena jsou ledvinovitá, lysá.

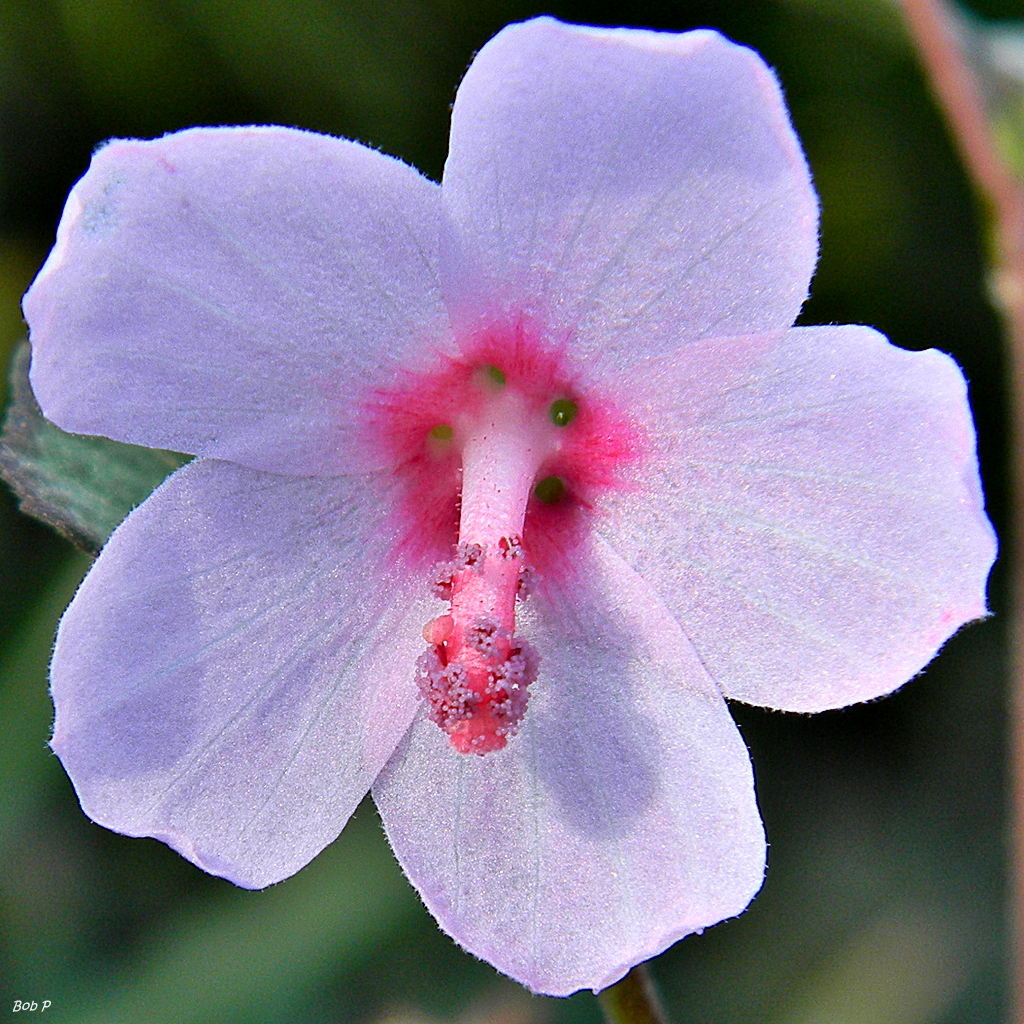
Detail květu ureny laločnaté
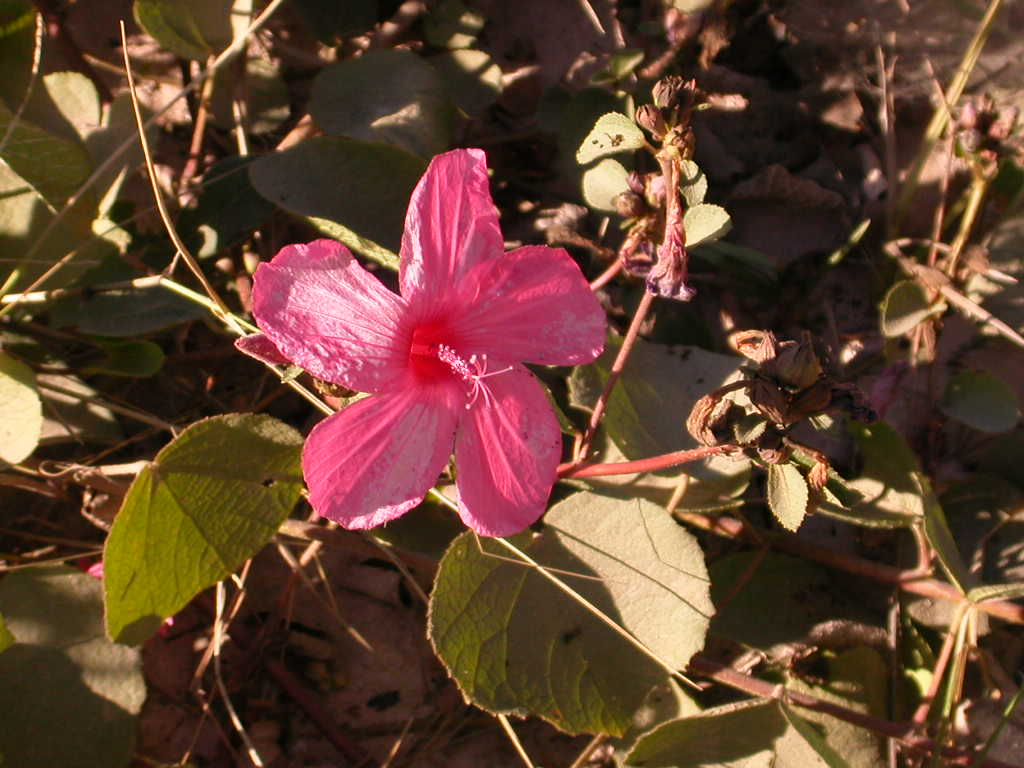
Kvetoucí Urena rigida
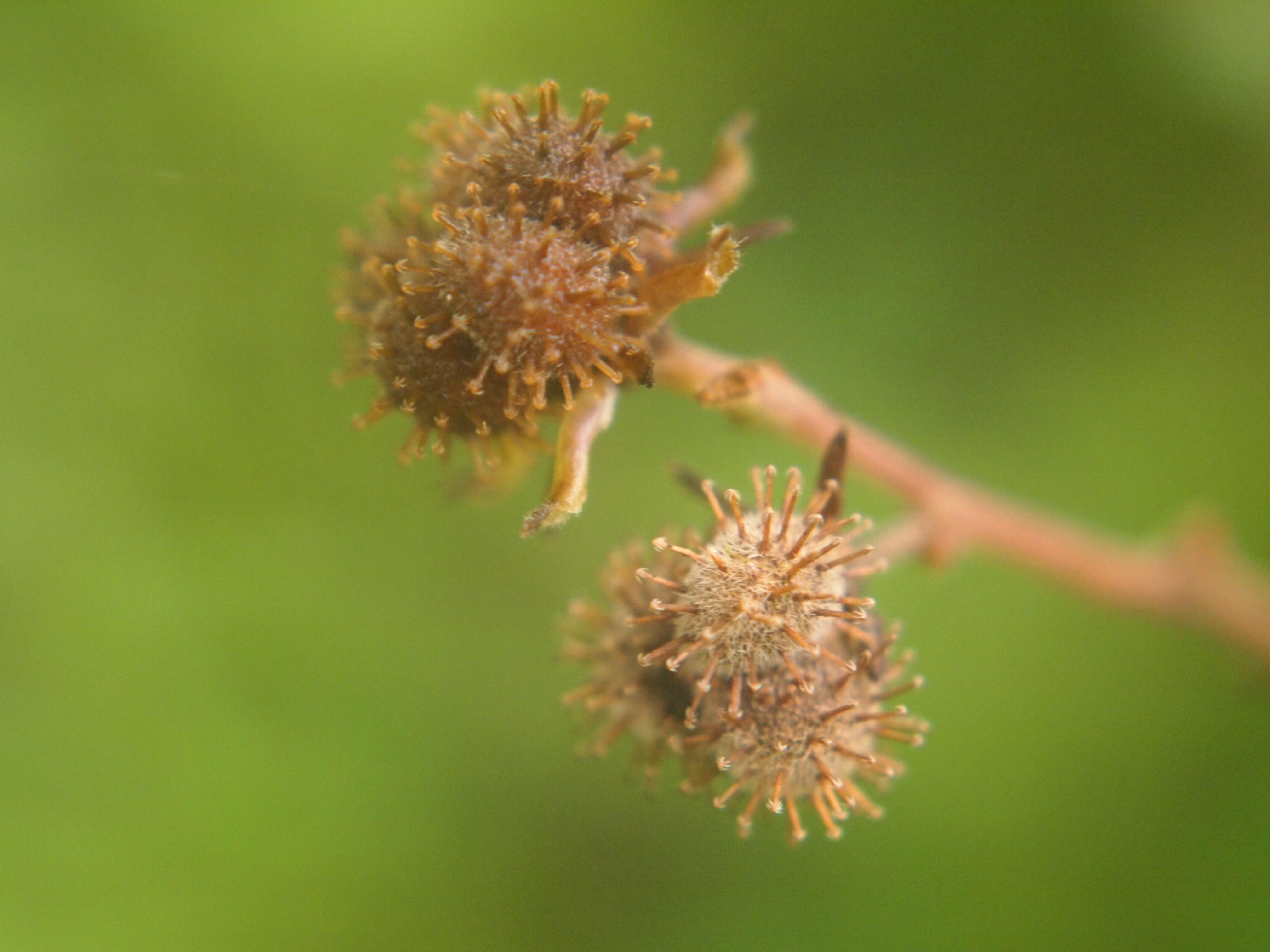
Plody ureny laločnaté

## Rozšíření
Rod urena zahrnuje asi 10 druhů. Je rozšířen v tropech a subtropech. Většina druhů pochází z Asie. Některé druhy, zejména urena laločnatá (Urena lobata) a Urena sinuata, se rozšířily jako plevele v teplých oblastech téměř celého světa.

## Zástupci
- urena laločnatá (Urena lobata)

## Význam
Urena laločnatá se pěstuje v některých zemích jako textilní rostlina, poskytující vlákno podobné jutě. Z nejkvalitnějších vláken se zhotovují jakostní příze a tkaniny. Pěstuje se zejména v Indii, Brazílii a Austrálii. Rostlina má výrazné protizánětlivé působení a je místně používána v bylinném léčení. Listy i květy slouží v Africe jako potravina. V tradiční indické medicíně se používá i příbuzný druh Urena sinuata.